# 伊利諾理工學院
伊利諾理工學院（英語：Illinois Institute of Technology，簡稱或縮寫），位於美國伊利諾州芝加哥市的私立科技大學，建立於1890年。它是美國獨立科技大學聯盟（Association of Independent Technological Universities）的成員之一。
伊利诺伊理工学院由阿穆尔技术学院（Armour Institute，建于1890年）和刘易斯工学院（Lewis Institute，建于1895年）於1940年合并而成。該校國際學生佔學生總數四成七。

## 校友
- 李鍾熙：台灣工業界領袖人物。
- 廖慶榮：國立台灣科技大學校長
- 張虔生：日月光半導體創辦人

## 外部連結
- 官方网站

41°50′4.75″N 87°37′42″W / 41.8346528°N 87.62833°W